# Mega Man Star Force (manga)
Mega Man Star Force, conocido en Japón como Shooting Star Rockman (流星のロックマン Ryūsei no Rokkuman?) es una serie de anime y manga basados en el videojuego del mismo nombre producida por el estudio XEBEC.
El anime se estrenó en Japón el 7 de octubre de 2006, dos meses antes del lanzamiento japonés del juego, y concluyó el 29 de marzo de 2008 con un total de 76 episodios.  Su debut se produjo poco después de la conclusión de una serie de anime anterior de Mega Man, MegaMan NT Warrior, que se desarrolló de 2002 a 2006. El manga se realizó en Coro Coro Comic en septiembre de 2006. El anime obtuvo la licencia de Viz Media para Norteamérica y se estrenó por primera vez en inglés en el servicio de transmisión de video en línea Toonami Jetstream el 23 de julio de 2007. El anime hizo su único estreno televisivo en Cartoon Network con 2  -horas especiales el 25 de agosto de 2007. La serie se agregó más tarde al canal de anime digital Neon Alley de Viz Media el 1 de junio de 2015.

## Argumento
Mega Man Star Force sigue las aventuras de Geo Stelar y su compañero AM-iano extraterrestre Omega-Xis, un dúo capaz de fusionarse a través de "Cambio de Onda EM (Electromagnética)" para convertirse en Mega Man. Juntos, combaten a varios seres de ondas electromagnéticas que amenazan con conquistar o destruir la Tierra, especialmente las fuerzas invasoras del Planeta FM.

## Personajes

### Protagonistas
- Geo Stelar: Seiyū, Fuyuka Oura.
- Omega-Xis: Seiyū, Kentarō Itō.

Geo Stelar, conocido como Subaru Hoshikawa (星河 スバル Hoshikawa Subaru?) en Japón, es el principal protagonista de la serie.  
Geo, un estudiante de quinto grado amable pero un poco solitario, lamenta la desaparición de su padre que ocurrió hace tres años y, como resultado, ha descuidado sus estudios.  Después de ser confrontado por sus compañeros de clase que lo molestan para que regrese a la escuela, se dirige a una plataforma de observación donde descubre al superviviente AM-iano Omega-Xis poniéndose las gafas del Visualizador que le dejó su padre, lo que le permite ver el Mundo Onda EM (electromagnética). Omega-Xis, habiendo robado la misteriosa Llave Andrómeda del Rey FM, afirma tener conocimiento del padre desaparecido del niño.  Los dos pueden fusionarse convirtiéndose en Mega Man, Rockman (ロックマン Rokkuman?) en la versión japonesa. Geo usa este nuevo poder para proteger a sus amigos y a otros de los invasores FM-ianos. Ayudados por Sonia Strumm y la FM-iana Harp, combaten amenazas como las fuerzas del Rey FM, Cepheus, así como los esbirros de la Dra. Vega y los Dealers del Sr. King.  Se ha demostrado que Sonia y Luna tienen sentimientos por él, aunque se ve que él no se da cuenta.
Sin embargo, como cualquier niño de 10 años, cualquier mención de cualquiera de ellos no solo lo confunde, sino que también lo avergüenza. En Mega Man Star Force 3, está oficialmente aliado con la Policía de Satella y está registrado en el Proyecto TC, un registro de aquellos autorizados a realizar legalmente Cambio de Onda EM, como el No. 003. 
En el manga, la historia de fondo de Geo sigue siendo la misma.  Sin embargo, es más ambicioso a la hora de acumular fuerzas para encontrar a su padre. Geo va tras la "Star Force", un poder que se ofrece al ganador del Coliseo Onda, un torneo que enfrenta a varios humanos en ondas de radio entre sí en batalla. Además, como el manga está dirigido a un público más joven, Omega-Xis es mucho más cómico.
Omega-Xis, conocido como Warrock (ウォーロック Wōrokku?) en Japón, es un AM-iano y sobreviviente de la aniquilación del Planeta AM; a diferencia de los FM-ianos, los AM-ianos pueden convertir a los humanos en ondas EM sin fusionarse con ellas.
Al principio, Omega-Xis no tiene sentimientos hacia la Tierra o su gente, incluido Geo, y su única preocupación es la seguridad de la Llave de Andrómeda;  Sin embargo, poco a poco comienza a cambiar y a preocuparse por Geo y los demás.
Geo y Omega-Xis, en su forma de Mega Man, aparecen en Super Smash Bros. para Nintendo 3DS y Wii U y Super Smash Bros. Ultimate como parte del Final Smash de Mega Man llamado Mega Legends junto con MegaMan.EXE de MegaMan NT Warrior, Mega Man X, Mega Man Volnutt de Mega Man Legends, Proto Man y Bass.

### Secundarios
- Sonia Strumm: Seiyū, Misato Fukuen.
- Harp: Seiyū, Kyōko Hikami.

Sonia Strumm, conocida como Misora Hibiki (響 ミソラ Hibiki Misora?) en Japón y Sonia Sky en la versión norteamericana del anime, es una popular estrella de rock que, como Geo, está deprimida por la pérdida de un familiar, su madre, que les lleva a entablar una amistad.
Ella es similar a Mayl Sakurai en la serie MegaMan NT Warrior. En términos de comportamiento, Sonia es todo lo contrario de Geo: valiente, franca y traviesa. Sonia parece estar románticamente interesada en Geo, demostrado por el hecho de que ha invitado a Geo a salir en varias ocasiones en una cita. Sonia también se lanza frente a uno de los ataques de la Reina Ophiuca para proteger a Geo, y como resultado es envenenada. En el segundo juego, Sonia le pide nuevamente a Geo tener una cita en Wilshire Hills. En este juego, Sonia parece más descarada sobre su relación. Una vez le preguntó a Geo quién le gusta más entre una discusión con Luna. También ha mostrado celos cuando Geo está solo con una chica o con Luna durante su misión de encontrar OOPArts. Sonia es presionada constantemente por su representante hambriento de dinero, lo que lleva a Harp (Lyra, en el doblaje norteamericano) a manipularla para que se transforme en Harp Note (Lyra Note, en el doblaje norteamericano) y ataque a personas en toda la ciudad. En Mega Man Star Force 2, Hollow la chantajea para que trabaje para Vega a cambio de la seguridad de Geo. Cuando Mega Man la encuentra en el Laberinto de las Bermudas, ella afirma que no quiere que la encuentren y corta su Banda Hermano. Más tarde, cuando Mega Man es atraído por Hollow y Solo, Sonia lo rescatan y lo transportan de regreso a Sierra de Eco. Cuando Mega Man regresa al Bermuda Maze, derrota a Sonia. Allí, ella explica que estaba siguiendo las órdenes de Vega para protegerlo a lo que Geo responde que su traición no lo protegió. Ella también ayuda a Mega Man a encontrar la ubicación de Mu en el laberinto de las Bermudas después. En el tercer juego, ella está oficialmente aliada con la Policía de Satella y está registrada en el Proyecto TC - un registro de aquellos que pueden realizar legalmente Cambio de Onda EM - como No. 004. También es actriz y aparece en un drama de televisión.
En particular, todas las canciones cantadas durante el anime son cantadas por Misato Fukuen, y dos veces, una durante el anime y una vez durante los juegos, se representa a Misora Hibiki cantando los temas principales, este último caso a través de voces impresas.
Harp, conocida por el mismo nombre (ハープ Hāpu?) en Japón y como Lyra, en la versión norteamericana del anime, se basa en la constelación de Lyra.
Ella es una FM-iana que solía trabajar para el Rey FM y a menudo se oculta en la guitarra de Sonia. Su forma es una combinación entre un arpa y una nota. Se muestra que actúa como una anciana de alto estatus, que se mete en discusiones con Omega-Xis. Cuando conoció a Sonia por primera vez, Harp intenta sin éxito invadir el corazón de Sonia, por lo que se ve obligada a tomar el control de ella mientras duerme. 
Después de su derrota por Mega Man, Harp se convierte en una aliada de Omega-Xis.